# 芒廷帕克 (新墨西哥州)
芒廷帕克（英語：Mountain Park）是位於美國新墨西哥州奧特羅縣的非建制地區。

## 歷史
芒廷帕克的郵局於1904年設立，其後於1955年停運。

## 地理
芒廷帕克所處的海拔為高於海平面2043米（即6703英呎），而該地所採用的時區為UTC-7，即北美山地时区（MST）。同時該地設有夏令時間，為UTC-7調快一小時，即UTC-6（MDT）。